# Олеся Гайова
Олеся Гайова (нар. 7 липня 1991, Кременчук, Україна) — українська акторка, співачка та телеведуча, учасниця телевізійного шоу талантів «Україна сльозам не вірить».

## Життєпис
Олеся Гайова народилася 7 липня 1991 року в Кременчуці, там же закінчила спеціалізовану школу з поглибленим вивченням іноземних мов. З дитинства займалася танцями і вокалом. Була учасницею дитячого колективу «Славутич» та солісткою кременчуцького ансамблю «Сузір'я Дніпра», виступала в київському ансамблі «Горлиця». Була хореографом-балетмейстером на першому дитячому фестивалі краси і творчості «Майбутнє країни» у Маріуполі, режисер-постановник дитячого фестивалю у Македонії.
У 2011 році закінчила курси в творчій майстерні Наталії Варлей за фахом акторка театру та кіно.
У 2012 році закінчила Київський театральний університет ім. Карпенко-Карого (майстерня Миколи Рушковського). Під час навчання вона співпрацювала з Новим театром на Печерську, де у 2011 році зіграла Катерину Хохлакову в постановці «Брати Карамазови». Олеся Гайова знімалася в рекламних роликах «Mcdonald's» (2011), для ювелірного дому «SAGA» (2011), «Sa & Ga» (2012) та «Київстар» (2013). Була ведучою на телеканалі «Піксель TV» у дитячій пізнавальній програмі «Тіві-Абетка».
Олеся Гайова була учасницею «Вечірньої казки» телекомпанії «Візит». У 2010 році була учасницею талант-шоу «Україна сльозам не вірить» на «Новому каналі».
У липні 2012 року Олеся Гайова була головною героїнею програми «Мачо не плачуть».

## Театральні роботи

### Новий театр на Печерську
- 2011 — «Брати Карамазови» — Катерина Хохлакова

## Фільмографія
| Рік       |   | Українська назва             | Оригінальна назва | Роль                                        |
| --------- | - | ---------------------------- | ----------------- | ------------------------------------------- |
| 2012      | с | Бар «Дак»                    |                   | епізод                                      |
| 2013—2014 | с | «Справа лікарів»             | Дело врачей       | Лєна                                        |
| 2013      | с | «Жіночий лікар-2»            | Женский доктор-2  | Зульфія Тусупова                            |
| 2015      | с | «Окрилені»                   |                   | Лена, бортпровідник                         |
| 2015      | с | «Заради кохання я все зможу» |                   | Таня, секретар                              |
| 2016      | ф | «Якби ж то»                  | название          | референт Помєранцева                        |
| 2016      | с | «Центральна лікарня»         |                   | Вероніка Агаларова, колишня дружина Рустама |
| 2016      | с | «Нитки долі»                 |                   | епізод                                      |
| 2016      | с | «Співачка»                   |                   | Лара Крємнєва, дружина Сергія               |
| 2016      | с | «Підкидьки»                  |                   | Лариса, господиня масажного салону          |
| 2020      | с | «Мишоловка для кота»         |                   | Аліна                                       |
| 2017      | с | «Кав'ярня на Садовій»        |                   | Ніка, головна роль                          |
| 2017      | с | «Тато Ден»                   |                   | Міа                                         |
| 2019      | с | «Папік»                      |                   | Масяня, подружка                            |